# Matěj Hořava
Matěj Hořava (* 1980) je český spisovatel. Vyrůstal v Děčíně, studoval v Brně. Píše pod pseudonymem. Debutoval v roce 2014 povídkovou knihou Pálenka, za niž obdržel cenu Objev roku v anketě Magnesia Litera 2015 a získal za ni rovněž cenu Česká kniha. Časopis A2 zařadil knihu v roce 2020 do českého literárního kánonu po roce 1989, tedy do výběru nejdůležitějších českých knih v období třiceti let od sametové revoluce. Kniha byla přeložena do několika jazyků. Čerpá ze zkušenosti autora jakožto učitele v Banátu, oblasti v Rumunsku s tradiční českou komunitou. Od roku 2013 autor žije v gruzínském Tbilisi. Zkušenosti odtud zpracoval ve své druhé knize Mezipřistání, která vyšla roku 2020. Byla nominována na cenu Magnesia Litera 2021 v kategorii próza.